# CR-Baureihe PL2
Die CR-Baureihe PL2 ist eine chinesische Schlepptenderlokomotive der China Railway mit der Achsfolge 1′C1′.

## Allgemeines
Im Jahr 1935 wurden in Japan für die Südmandschurische Eisenbahn der Mandschurei 20 Lokomotiven der Baureihe PL2 gebaut. Sie hatten große Ähnlichkeit mit der JF6, die zum gleichen Zeitpunkt in Produktion war. Zur Einführung des neuen Baureihenschemas in China 1951 erhielten sie die neue Baureihenbezeichnung PL2 und die Nummern 31 bis 50, folgend auf die 30 Maschinen der amerikanischen Baureihe PL1, die die Nummern 1 bis 30 erhielt und gefolgt von der Baureihe PL3, die ab 51 nummeriert wurde. Allerdings wurden im Laufe der Zeit ca. 30 Lokomotiven mit den Nummern von PL2 14 bis PL2 535 dokumentiert. Es existierten Spekulationen, dass die PL2 in China während des Zweiten Weltkrieges oder Ende der 1950er Jahre weitergebaut wurde. Anhand der Schilder konnte bei drei Loks auch nachgewiesen werden, dass sie in den Jahren 1958/59 in China gebaut wurden. Produzenten waren die Fabriken von Tangshan und Jinan, wo zum gleichen Zeitpunkt auch die optisch weitgehend identische YJ hergestellt wurde. Die genaue Anzahl der PL2 ist also unbekannt. Als letzte ihrer Art beendete PL2 244 im Februar 2000 ihren Dienst in den Stahlwerken von Anshan. Zwei Lokomotiven dieser Baureihe sind erhalten geblieben.